# Verwaltungsgemeinschaft Hofheim i. UFr.
In der Verwaltungsgemeinschaft Hofheim i.UFr. im unterfränkischen Landkreis Haßberge haben sich folgende Gemeinden zur Erledigung ihrer Verwaltungsgeschäfte zusammengeschlossen:
1. Aidhausen, 1679 Einwohner, 37,30 km²
2. Bundorf, 915 Einwohner, 40,23 km²
3. Burgpreppach, Markt, 1370 Einwohner, 38,76 km²
4. Hofheim i.UFr., Stadt, 5203 Einwohner, 56,34 km²
5. Riedbach, 1744 Einwohner, 31,68 km²
6. Ermershausen, 534 Einwohner, 9,21 km²

Sitz der Verwaltungsgemeinschaft ist Hofheim i.UFr. 
Die Gemeinde Ermershausen ist eine Exklave der Verwaltungsgemeinschaft. Sie war 1978 zwangsweise in die Gemeinde Maroldsweisach eingegliedert worden und erlangte zum 1. Januar 1994 wieder die Selbständigkeit, zeitgleich wurde sie Mitglied der Verwaltungsgemeinschaft Hofheim iUFr.